# Simon Diesch
Simon Diesch (Tettnang, 16 de febrero de 1995) es un deportista alemán que compite en vela en la clase 470.
Ganó una medalla de plata en el Campeonato Mundial de 470 de 2025 y una medalla de plata en el Campeonato Europeo de 470 de 2023.

## Palmarés internacional
| \| Campeonato Mundial \| Campeonato Mundial \| Campeonato Mundial \| Campeonato Mundial \| \| Año \| Lugar \| Medalla \| Clase \| \| ------------------ \| ------------------ \| ------------------ \| ------------------ \| \| 2025 \| Gdynia (Polonia) \| Medalla de plata \| 470 mixto \| \| Campeonato Europeo \| \| \| \| \| Año \| Lugar \| Medalla \| Clase \| \| 2023 \| San Remo (Italia) \| Medalla de plata \| 470 mixto \| |                   |                  |           |
| Campeonato Mundial |                   |                  |           |
| Año | Lugar             | Medalla          | Clase     |
| 2025 | Gdynia (Polonia)  | Medalla de plata | 470 mixto |
| Campeonato Europeo |                   |                  |           |
| Año | Lugar             | Medalla          | Clase     |
| 2023 | San Remo (Italia) | Medalla de plata | 470 mixto |